# Mariagerfjord Gymnasium
Mariagerfjord Gymnasium er et mellemstort gymnasium i Hobro, beliggende op ad Hobro Østerskov og Hobro Idrætscenter. Gymnasiet blev oprettet i 1961 og har over 700 elever fordelt på både almindelige gymnasieklasser og HF. Gymnasiet har gode faglokaler inden for de naturvidenskabelige fag, samt gode idrætsfaciliteter som følge af naboskabet med Hobro Idrætscenter. Den 1. august 2008 skiftede gymnasiet navn fra Hobro Gymnasium og HF-kursus til Mariagerfjord Gymnasium.
Gymnasiet er det første gymnasium, der i Grønt Flag Grøn Skole-programmet den 19. maj 2010 opnåede retten til flage med det grønne flag.
Gymnasiet er desuden kendetegnet ved et stort internationalt engagement på både europæisk og transatlantisk niveau med udvekslingsaftaler med Tyskland, Frankrig, England, Italien, Brasilien, Mexico og North Carolina.
Derudover har gymnasiet en meget aktiv musisk profil og fungerer som vigtig kulturbærende institution i Mariagerfjord Kommune, hvor det er det eneste almene gymnasium.

## Rektorer
Rektorer på Mariagerfjord Gymnasium og under navnet Hobro Gymnasium.
- Sejer Johansen (1961-1980)
- Jørgen Freil (1980-1991)
- Birger Axen (1992-2008)
- Jette Engelbreth Holm (2008-2019)
- Søren Urup (2019-nu)

## Kendte studenter
Af kendte studenter fra Mariagerfjord Gymnasium (under navnet Hobro Gymnasium) kan nævnes:
- ca. 1979: film- og tv-instruktøren Niels Arden Oplev
- ca. 1980: forfatterinden Pia Juul
- ca. 1985: tidligere minister Jakob Axel Nielsen
- ca. 1985: forfatteren Morten Leth Jacobsen
- ca. 1986: forfatterinden Mette Finderup
- 1988: tidligere undervisningsminister Tina Nedergaard
- ca. 1990: fodboldspilleren Ebbe Sand
- ca. 1990: tidligere OL Guldvinder roeren Hans Thor Juul Kristensen
- ca. 2000: standup-komikeren Ruben Søltoft
- 2006-2009: sangerinde Drew Sycamore